# Хрєнов Микола Миколайович
Хрєнов Микола Миколайович (1947–2008) - вчитель загальнотехнічних дисциплін, засновник Донецького центру повітроплавання ім. І. І. Сікорського.
Відомий в СНД майстер з повітряних зміїв, український аеронавт. Конструктор і випробовувач перших у незалежній Україні аеростатів.
Брав участь у 11 чемпіонатах світу з повітроплавання, призер 24-го Вейфанського фестивалю повітряних зміїв.
На своєму аеростаті пролетів над Санкт-Петербургом, Москвою, Донецьком, Дніпропетровськом, Києвом. Перший з українських пілотів, який пролетів у серпні 1992 р. над Києвом в День незалежності України.